# 默奇森陨石
默奇森隕石是被研究得最多的隕石之一，不只是因為它的總質量（超過100或220磅），更主要因為它是一顆墜落隕石。這顆隕石於1969年墜落在澳大利亞維多利亞的默奇森附近，是一組富含有機化合物的隕石。
在2020年1月，天文學家報告說，在其中發現的碳化矽顆粒是迄今在地球上發現最古老的岩石。這些粒子的年齡經測定高達70億年，比太陽系和地球的45億年還要古老25億年。
發表的研究指出「塵埃顆粒的壽命估計主要依靠複雜的理論模型。然而，這些模型偏重於更常見的小塵埃顆粒，並且基於具有巨不大確定性的假設。」

## 歷史
1969年9月28日上午10:58左右，在澳大利亞維多利亞省默奇森附近，觀察到一顆明亮的火球，在消失前分裂成三塊，並留下一團煙霧；大約30秒後，聽到震攝的聲音。隨後在13平方（5.0平方英里）的區域發現許多碎片，其中有顆質量高達7（15英磅），還有一顆680克（1.5英磅）重的擊穿屋頂後落在乾草堆上。蒐集到的隕石總質量超過100（220英磅）。

## 分類和成分
默奇森隕石在分上屬於球粒隕石的碳質球粒隕石。與大多數球粒隕石一樣，默奇森隕石是第二型，這意味著它在墜落到地球之前，已經在其母體上經歷了富水流體的廣泛改變。球粒隕石CM群與碳質球粒隕石CI群都富含碳，是化學上最原始的隕石之一。像其它球粒隕石CM群一樣，默奇森隕石含有豐富的鈣-鋁封包。對這顆隕石多次的研究，已經發現超過15種生命基本成分的胺基酸 。
在2020年1月，天文學家報告說默奇森隕石中的碳化矽粒子的壽命高達70億年，比45.4億年的地球和太陽系大25億年，是迄今在地球上發現的最古老的岩石。

## 有机化合物

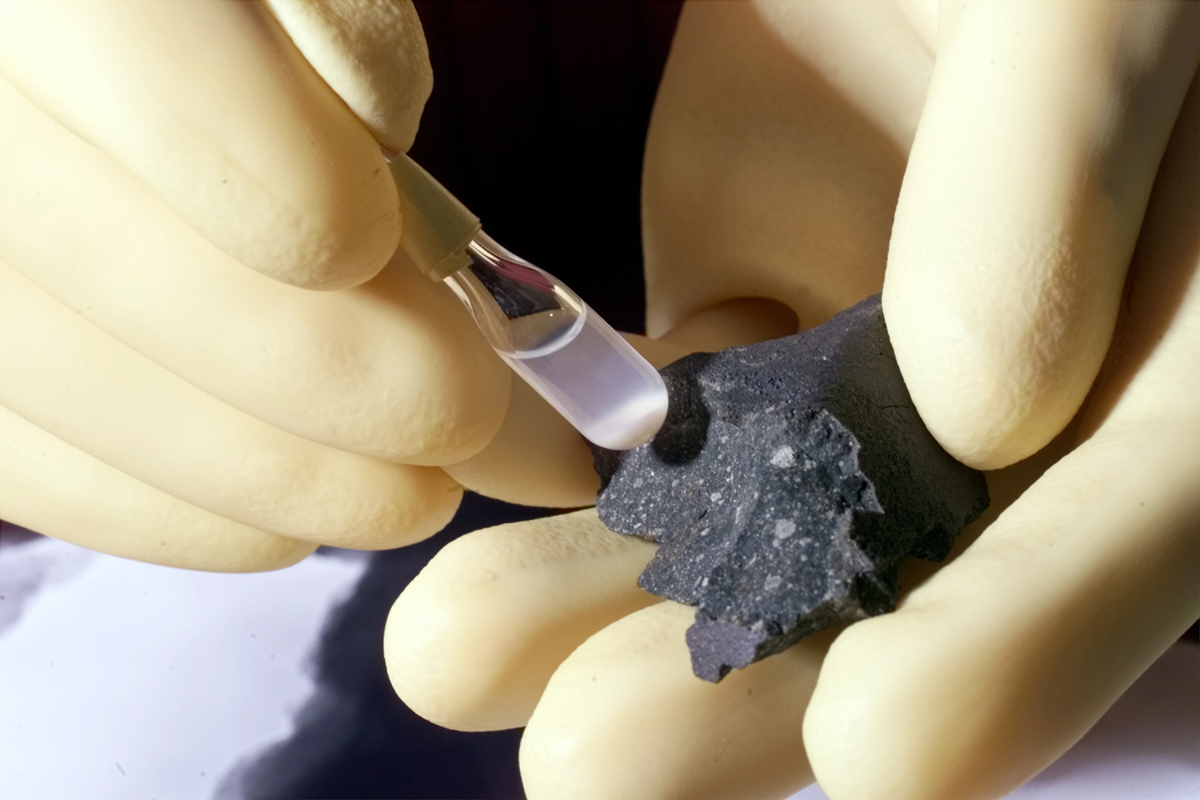
默奇森陨石的碎片（图右下）和分离出的单独颗粒（显示在试管中）。

默奇森陨石中有常见的胺基酸，如甘氨酸、丙氨酸和谷氨酸，也有不寻常的胺基酸，如异缬氨酸和亮氨酸。米勒-尤里实验中发现的混合物，像是复杂的烷烃混合物也被分离出来。通常被认为是地球污染的丝胺酸和苏胺酸，明确的不存在于样品中。在默奇森陨石中也发现特定胺基酸家族中的二氨基酸。
初期的报告指出，胺基酸是外消旋混合物，而地球上蛋白质的氨基酸都是左旋性，因此是以非生物的方式形成的。后来，也是一种蛋白质胺基酸的丙胺酸被发现有多过右璇的左旋配置，这导致有些科学家怀疑是受到地面的污染，理由是非生物的立体选择性会分解或合成蛋白质氨基酸，而不是非蛋白质氨基酸。在1997年，在非蛋白质氨基酸异缬胺酸中也发现了左旋过量，为太阳系中的分子不对称性提供了一个外星源。同一时间，在默奇森陨石也发现丙胺酸的左旋超量，但是富集在氮15的同位素；然而，同位素配对后来因为分析的基础而受到质疑。到2001年，陨石中确定的有机物清单扩大到多元醇。
| 复合类         | 浓度（ppm) |
| -------------- | ---------- |
| 氨基酸         | 17–60      |
| 脂肪烃         | >35        |
| 芳烃           | 3319       |
| 富勒烯         | >100       |
| 羧酸           | >300       |
| 氢碳水化合物酸 | 15         |
| 嘌呤和嘧啶     | 1.3        |
| 醇             | 11         |
| 磺胺酸         | 68         |
| 磷酸           | 2          |
| 总计           | >3911.3    |

陨石和有左旋和右旋胺基酸的混合物，在生物体使用的氨基酸，其手性大多数都是左旋，而大多数醣类都是右旋。瑞典的一个化学家团队，在2005年证明这种同手性可能是被左旋胺基酸（例如脯氨酸）触发或催化。
有多方面的证据显示保存良好的默奇森陨石碎片的内部是原始的。在2010年使用高解析工具（包括光谱）的研究，在远时样本中确定14,000种分子化合物，其中包括70种氨基酸。分析范围有限的质谱仪，提供了50,000种更多独特的分子组合物，研究小组估计陨石中可能存在数百万种不同的有机化合物 。

### 核硷基
使用同位素质谱仪测量在默奇森陨石中发现的嘌呤和嘧啶的碳同位素比，脲嘧啶和黄嘌呤的δ13C分别是+44.5‰ and +37.7‰，显示这些化合物并非源自地球。这个样本显示许多有机化合物可能由早期太阳系天体提供，并可能在生物发生的生命起源中发挥关键作用。